# Werner Holzer
Werner Holzer (* 21. Oktober 1926 in Zweibrücken; † 14. November 2016) war ein deutscher Journalist und Publizist. Er war von 1973 bis 1991 Chefredakteur der Frankfurter Rundschau.

## Leben
Werner Holzer diente im Zweiten Weltkrieg als Soldat. Er wurde schwer verwundet; sein Überleben verdankt er einem russischen Soldaten. In Bayern legte er die Abiturprüfung ab und studierte anschließend in München Geschichte, Philosophie und Zeitungswissenschaft.
Seine journalistische Karriere begann Holzer als Redakteur beim Mannheimer Morgen. Danach wechselte er als Chef vom Dienst zur Zeitschrift Der Ruf – Unabhängige Blätter der jungen Generation. Ab 1948/49 war er in München bei der Süddeutschen Zeitung und der Abendzeitung tätig. Von 1950 bis 1953 war Holzer am Aufbau eines Artikeldienstes über die USA beteiligt, anschließend wechselte er zur Frankfurter Rundschau, wo er bis 1964 als Chef vom Dienst wirkte. Danach arbeitete Holzer als Sonderkorrespondent für die Süddeutsche Zeitung, die Frankfurter Rundschau und den Zürcher Tages-Anzeiger.
Einen Schwerpunkt seiner journalistischen Tätigkeit bildete die Berichterstattung aus der Dritten Welt. In seinen Reportagen aus Afrika, Südostasien und den USA berichtete er über das Verhältnis zwischen Industrienationen und Entwicklungsländern, die Auswirkungen der Kolonialzeit sowie über Rassenkonflikte.
1973 übernahm er vom verstorbenen Verleger und Herausgeber der Frankfurter Rundschau, Karl Gerold, die Chefredaktion. Unter seiner Leitung stieg die Auflage von 150.000 auf 200.000 Exemplare. Am 1. Januar 1992 trat er in den Ruhestand, blieb der Zeitung als Autor und Berater aber weiterhin verbunden. Sein Nachfolger als Chefredakteur war Roderich Reifenrath.
Holzer war auch für Rundfunk und Fernsehen als Autor, Moderator und Kommentator tätig. Anfang 1993 moderierte er zusammen mit der früheren Auslandskorrespondentin des Magazins Stern, Wibke Bruhns, eine Newsshow beim privaten Fernsehsender VOX.
Ab 1986 war Holzer Vorsitzender der Mitgliederversammlung von Inter Nationes in Bonn. Darüber hinaus war er Mitglied des deutschen PEN-Zentrums.
Sein Sohn, Philip Holzer (* 1966), ist seit 2020 Aufsichtsratsvorsitzender von Eintracht Frankfurt. Dieser gründete das Werner Holzer Institut, gemeinsam mit Michel Friedman (der auch als Vorstandsvorsitzender des Werner Holzer Instituts fungiert); Thomas Kaspar, Katrin Eigendorf, Mirjam Wenzel, Chistian Seifert und Maria Tolski.

## Auszeichnungen
- 1961: Europäischer Literaturpreis Cortina Ulisse für Das nackte Antlitz Afrikas
- 1965: Theodor-Wolff-Preis für die Berichterstattung aus den USA
- 1968: Deutscher Journalistenpreis für die Berichterstattung aus Vietnam
- 1976: Komtur des Verdienstordens der Italienischen Republik
- 1979: Bundesverdienstkreuz 1. Klasse
- 1988: Ehrenplakette der Stadt Frankfurt am Main
- 1992: Ehrenpräsident des Frankfurter Presseclubs
- 2015: Ehrenpreis des Hessischen Journalistenpreises, „weil er seit Jahrzehnten wie kaum ein Zweiter für herausragenden Qualitätsjournalismus bürgt und vor diesem Hintergrund dem publizistischen Nachwuchs ein wegweisendes Vorbild ist“.[5]
- 2022 In Erinnerung an Werner Holzer wird seit 2022 jährlich der Werner-Holzer-Preis für ausgezeichneten Auslandsjournalismus vergeben.[6]

## Schriften (Auswahl)
- Das nackte Antlitz Afrikas. Nest Verlag, Frankfurt am Main 1961, OCLC 4151514.
- Europa: woher – wohin? Zwei Bände. Ner-Tamid, Frankfurt am Main 1963, DNB 452091349:
  - Teil 1 und Teil 2: Die Deutschen und die Franzosen (= Vom Gestern zum Morgen, Band 17/18, Sonderdruckreihe; Nr. 17).
- 26 mal Afrika (= Panoramen der modernen Welt), Piper, München 1967 OCLC 174538689.
- Vietnam oder die Freiheit zu sterben. Piper, München 1968 OCLC 6033730.
- Bei den Erben Ho Tschi Minhs (= SVM-Tatsachen). Süddeutscher Verlag, München 1971, ISBN 3-7991-5853-7.
- 20 mal Europa, Panorama eines halben Kontinents (= Panoramen der modernen Welt). Piper, München 1972, ISBN 3-492-01945-5.
- als Herausgeber, mit Rainer Münz: Trendwende? Sprache und Ethnizität im Burgenland. Passagen-Verlag, Wien 1993, ISBN 3-85165-051-4.
- Was kostet die Welt? Amerikanische Träume, transatlantische Zweifel, herausgegeben von Wilhelm von Sternburg. Aufbau-Taschenbuch 8523, Aufbau, Berlin 1998, ISBN 3-7466-8523-0.